# Dynamoarchismus
Dynamoarchismus byl program skupiny mladých československých básníků sdružených kolem deníku Mladá fronta, občas je o nich referováno jako o „skupině Mladé fronty“. Tento směr kladl důraz na „dynamismus“ (řecky dynamis – síla, energie, pohyb). Cílem bylo vymanit poezii z „výšin vznešenosti“, překonat bariéry mezi čtenářem a básní, vytvořit prožitkovou jednotu člověka a poezie, v níž báseň bude moci projevit svou bezprostřední pravdivost. Poezii chápali jako čin revolty vstupující přímo do života, jako aktivní podnět, který člověka vnitřně osvobozuje. V zásadě nešlo o nové myšlenky (podobné tendence se objevily v meziválečné avantgardě, proletářské poezii a poetismu), specifikum spočívá ve vlivu těsně poválečné doby a nástupu marxismu na tvorbu dynamoarchistů. Skupina zanikla v roce 1948. Jejími členy byli Eduard Petiška, František Listopad, Oldřich Kryštofek, Jaromír Hořec nebo Jan Grossman.